# 雨の日 (テレビドラマ)
『特集ドラマ・雨の日』（とくしゅうドラマ あめのひ）は、2021年11月3日の22時 - 22時55分に、NHK総合で放送されたテレビドラマの特別番組。
副題・サブタイトルは「Our・Rainy・Days」。主演はコムアイ。

## 概要
NHK総合では同日、女性の「生理」をテーマとしたドラマと、トークを主体とするドキュメント（『ハロー!生理 世界で聞いた5つのストーリー』と題して、22時55分 - 23時15分に放送）の特集番組を連続して編成。その前者となるスペシャルドラマとして制作・放送された。
本作の演出、脚本、主演そしてプロデューサー（制作統括）はすべて女性である。

## あらすじ
主人公の女性カメラマンは、とあるグラビア雑誌のカメラマンへと抜擢された。だが、その撮影の日の朝、雨の影響でPMS（月経前症候群）の症状が悪化してしまう。また撮られる側の女性アイドルも、自身初のグラビア雑誌巻頭で水着姿の写真を披露するはずだったが、その撮影の最中に突如生理になり、パニックに陥る。

## 出演
- 小島ヒカリ - コムアイ[1][2][3]
- 芹澤あおい - 工藤遥[2][3]
- MIYAKO - 室井滋[2][3]
- 山村誠一 - 眞島秀和[2][3]
- ミドリ - 成海璃子[2][3]
- 須藤勇 - 後藤剛範[2][3]
- 中西友美 - 横澤夏子[2][3]
- 公園の主 - 川瀬陽太[2][3]
- 天野航 - 成宮涼[2][3]

## スタッフ
- 作 - ペヤンヌマキ[3]
- 音楽 - 横山克[3]・橋口佳奈[3]
- 撮影 - 市橋織江[3]
- 美術 - 伴内絵里子[3]
- プロデューサー - 家冨未央[3]
- 制作統括 - 中澤陽子[3]
- 演出 - 酒井麻衣[2][3]
- 制作・著作 - NHK[1][2][3]